# Слободян, Александр Вячеславович
Александр Вячеславович Слободян (укр. Олександр Вячеславович Слободян; род. 21 февраля 1956, г. Тернополь, УССР, СССР) — украинский политик, предприниматель, президент (на общественных началах) АО «Оболонь», член правления фонда национальной памяти Украины, Президент футбольного клуба «Оболонь».

## Образование
В 1978 году окончил инженерно-экономический факультет Киевского технологического института пищевой промышленности. Инженер-экономист.

## Карьера
С 1978 — инженер-экономист Городоцкого сахарного завода (Хмельницкая область). В 1978—1980 — служба в танковых частях Белоруссии. Окончил школу офицеров запаса.
С 1980 — инженер, старший инженер отдела труда и зарплаты завода «Оболонь», с 1981 — начальник цеха, с 1982 — начальник лаборатории научной организации труда и управления, с января 1990 — генеральный директор (избирался из пяти кандидатов), с июля 1990 — председатель арендного совета «Оболонь». С марта 1993 — председатель правления, генеральный директор АО «Оболонь», с 1998 — президент АО «Оболонь» на общественных началах.
Член НРУ (Народный Рух Украины) с октября 1997 — по апрель 1999. Член Центрального провода НРУ (октябрь 1997 — март 1999). Член президиума Центрального провода НРУ (с марта 1999). Заместитель председателя РУХа (УНР) (декабрь 1999—2012).
Народный депутат Украины 3-го созыва с марта 1998 по апрель 2002 (избирательный округ № 220, г. Киев); Март 1998 — кандидат в народные депутаты Украины от НРУ. Член фракции НРУ (с мая 1998; с апреля 2000 — фракция УНР) член Комитета по вопросам экономической политики, управления народным хозяйством, собственности и инвестиций (с июля 1998).
Народный депутат Украины 4-го созыва (апрель 2002 — апрель 2006) от блока Виктора Ющенко «Наша Украина» (№ 7 в списке). На время выборов: народный депутат Украины, член Руха (УНР). член фракции «Наша Украина» (май 2002 — март 2005), член фракции УНП (с марта 2005), член Комитета по вопросам экономической политики, управления народным хозяйством, собственности и инвестиций (с июня 2002).
Март 2006 — кандидат в народные депутаты Украины от Украинского народного блока Костенко и Плюща (№ 3 в списке).
Народный депутат Украины 6 созыва с ноября 2007 по декабрь 2012 от блока «Наша Украина — Народная самооборона» (№ 42 в списке). На время выборов: временно не работал, член УНП. Член фракции Блока «Наша Украина — Народная самооборона» (с ноября 2007), член Комитета по вопросам экономической политики (с декабря 2007).

## Награды
Почетный гражданин Киева, Городка, Чемеровцов
Орден «За заслуги» III (март 1997), II (май 2005), I степеней (август 2006);
Ордена Святого равноапостольного князя Владимира Великого I—III степеней.
Неоднократно определялся одним из лучших ТОП-менеджеров страны

## Семья
Женат. Дочь Виктория, сыновья Вадим, Олег и Вячеслав.